# Zkažená krev
Zkažená krev je divadelní hra Ladislava Stroupežnického.

## Filmová adaptace
- Zkažená krev (film) – rakousko-uherský film režiséra Aloise Wiesnera z roku 1913.